# Jasawur
Jasawur (ur. ok. 1289, zm. 1320) – członek rodu Czagataja i rebeliant walczący z chanami czagatajskimi i ilchanem Abu Sa’idem. 
Był synem Örüq Temüra i wnukiem Buki Temüra, chana czagatajskiego w latach 1272 do 1282. Według Kaszaniego Jasawur miał 28 lat w roku 1316/1317 (716 A.H.), stąd musiał się urodzić ok. roku 1289. Jego siedziba (ordo) znajdowała się w pobliżu Samarkandy. Kaszani pisze iż został nawrócony na islam przez Badrmandaniego z Buchary, który być może jest identyczny z Badr ad-Din al-Majdanim opisywanym przez Ibn Battutę. Chociaż moment w którym przyjął islam nie jest znany, wydaje się, że stało się to dosyć wcześnie, sądząc z liczby imamów z Samarkandy i Buchary, którzy towarzyszyli mu w jego późniejszej ucieczce do Chorasanu. Po raz pierwszy słyszymy o Jasawurze w kontekście walk jakie kilka lat po śmierci Kajdu (zm. ok. 1303) wybuchły pomiędzy jego następcą Czeperem (1303 - 1306) i chanem czagatajskim Duwą (ok. 1282 - 1307). W roku 1305/1306 Jasawur wraz ze swoim wujem ze strony matki, Dżinkszim, walczył z Szahem-Ughulem, synem Kajdu, i Babą Ughulem z rodu Dżoczi Kasara. Według Kaszaniego do konfliktu doszło z powodu działań Küresbe z rodu Ugedeja, który planował splądrowanie Samarkandy i Buchary, został jednak aresztowany przez Babę, ponieważ deklarował iż nie jest on winien posłuszeństwa ugrupowaniu Czepera, gdyż należy do ugrupowania Duwy. Kiedy Jasawur zaprotestował przeciwko temu aktowi Baba odesłał Küresbe do Czepera. Wtedy Jasawur zaatakował go. Chociaż ugrupowania Duwy i Czepera spotkały się nieopodal Szaszu (dzis. Taszkent) w celu rozwiązania sporu w drodze arbitrażu Jasawur, Dżinkszi i inni z dużymi siłami zaatakowali Babę i Szaha, którzy oczekiwali na nich bez broni. Przepędzili oni wtedy Babę do Chorezmu i splądrowali obóz Szaha. Następnie kiedy Zu al-Karnajn z rodu Czagataja został ustanowiony rządcą nad górną doliną Amu-darii i Küresbe odmówił przyjęcia oferowanego mu dowództwa w armii Jasawur zaatakował go i pojmał z pomocą Zu al-Karnajna i Dżinksziego. Jasawur pokonał Küresbe już za panowania Könczeka (1307-1308), syna Duwy, który jednak zmarł w kwietniu lub maju 1308 roku. Jego następcą został Taliku (1308 - 1309), brat Buki Temüra. Mimo że Taliku był jego bliższym krewnym niż członkowie linii Duwy, Jasawur wraz z Dżinkszim podnieśli bunt przeciwko niemu w imieniu tych ostatnich. Jasawur został jednak pokonany w starciu w pobliżu Fergany z przeważającymi siłami wysłanymi przeciwko niemu przez Taliku.
Ostatecznie po pobiciu Taliku chanem został Esen Buka (1309–ok. 1320), syn Duwy. Kiedy wysłał on swojego brata Kebeka (ok. 1320 - 1327) z wyprawą na ilchanidzki Chorasan Jasawur wziął w niej udział jako jeden z dowódców. Podczas tej kampanii Jasawur adoptował Ara-Timura, dowódcę ilchanidzkiego minganu, którego Kebek chciał zabić, oraz miał powstrzymywać jego pościg za pokonaną armią Ilchanidów, m.in. nawołując do zaprzestania zabijania muzułmanów w miesiącu ramadan. Wydaje się jednak że w rzeczywistości nie kierowały nim żadne religijne motywy, lecz poprzez swoją wielkoduszność chciał wejść w przyjacielskie stosunki z Ilchanidami. Kiedy później uciekał do Iranu, Ara-Timur pośredniczył pomiędzy nim a ilchanem. Według Sajfiego Kebek już kilka lat wcześniej miał przejrzeć intencje Jasawura, donosząc Esenowi Buce że ten szuka przyjaźni ilchana Oldżajtu (1304–1316), chcąc osiedlić się w Chorasanie. Esen Buka wówczas zlekceważył jednak tę opinię. Biorąc to pod uwagę należy uznać, że antagonizm pomiędzy Jasawurem a Kebekiem sięgał czasów sprzed wyprawy. Esen Buka kiedy został chanem miał oddać Ferganę i Mawarannahr pod administrację Kebeka, który osiedlił się w dolinie Kaszka-darii, co bezpośrednio zagrażało wpływom Jasawura w regionie. Kiedy ekspedycja do Chorasanu poniosła ostatecznie fiasko, Kebek przypisał odpowiedzialność za to właśnie jemu. Kaszani i Sajfi podają sprzeczne informacje na temat tego jakie kroki Esen Buka przedsięwziął przeciwko Jasawurowi, przy czym prawdopodobnie musiał on odłożyć ostateczne podporządkowanie go sobie z powodu toczącej się wojny z ilchanatem i Wielkim Chanem. W rezultacie Kebek zaatakował Jasawura dopiero w roku 1316, przy czym ten był na to przygotowany, ponieważ został uprzedzony o planowanym ataku przez Dżinksziego. W rezultacie Jasawur odparł atak Kebeka i przejął wielu z należących do niego emirów i wojowników. Następnie wysłał do Oldżajtu Ara-Timura i szybko opuścił Samarkandę podążając wraz ze swoimi siłami do Termezu. Po drodze jego armia złupiła m.in. Samarkandę, Kesz (dzis. Shahrisabz) i Nachszab (dzis. Nur Ata) zabierając ich mieszkańców ze sobą. Tymczasem Oldżajtu na prośbę Ara-Timura zgodził się ofiarować Jasawurowi na siedzibę terytoria Balchu i Szuburkanu (dzis. Szeberghan) i wysłał armię dowodzoną przez emira Chorasanu Jasawula za Amu-Darię. W międzyczasie Esen Buka wysłał Kebekowi posiłki, jednak mimo to ten przegrał w walce z połączonymi siłami Jasawura i armii Chorasanu. Ostatecznie we wrześniu/październiku 1316 roku Jasawur przekroczył Amu-Darię i dotarł na równinę Szuburkan wraz z armią Chorasanu, która zabrała ze sobą wielką ilość zdobyczy i pojmanych ludzi.
Po tym jak Jasawur przybył do Chorasanu i poddał się Oldżajtu ten oddał mu w zarząd ziemie od Amu-Darii aż do Mazandaranu, każąc miejscowym emirom aby ci byli mu posłuszni. Pomiędzy Oldżajtu a Jasawurem został wówczas zawarty pisemny kontrakt ('ahd-nama), a po śmierci Oldżajtu analogiczny kontrakt został zawarty pomiędzy Jasawurem a kolejnym ilchanem, małoletnim Abu Sa’idem (1317 - 1335). Bez wątpienia Oldżajtu podjął powyższe kroki w celu zapewnienia sobie obrony przed atakami Chanatu Czagatajskiego i wkrótce po usadowieniu się w regionie Jasawur wraz z chorasańskimi emirami przedsięwziął wyprawę na Mawarannahr i uprowadził z niego wielką liczbę ludzi, osiedlając ich w Chorasanie. W marcu 1317 roku Jasawur wraz z emirem Begtütem doprowadził do zabójstwa namiestnika Chorasanu Jasawula, co pozwoliło mu na zajęcie większej części dzisiejszego Afganistanu. W tym momencie zapewniał on jeszcze ilchana o swojej lojalności, jednak w roku 1318 podjął otwartą rewoltę zajmując Mazandaran. Prawdopodobnie zamierzał on sam zostać ilchanem, a sytuacja sprzyjała mu o tyle, że w roku 1319 na Zakaukazie uderzył chan Złotej Ordy Ozbeg (1313 – 1342). Po śmierci Jasawula Jasawurowi podporządkowała się większość miejscowych emirów z wyjątkiem m.in. Ghijasa ad-Dina (1308 - 1328/1329) z lokalnej dynastii Kartów oraz malika Sistanu Nasira ad-Dina (1261 - 1324). Jasawur zaatakował Herat i Sistan, nie był jednak w stanie podporządkować sobie ich władców. Co więcej poddania się mu odmówiły miasta Chorasanu i w niektórych z nich jego ludzie zostali zabici. Jednocześnie Ghijas ad-Din pokonał wielu z podporządkowanych Jasawurowi emirów, zdobywając ich twierdze. Zagrożony przez wysłaną przez Abu Sa’ida armię emira Husajna Jasawur wycofał się z Mazandaranu i rozpoczął oblężenie Heratu, pod którym pojawił się osobiście w kwietniu 1319 roku. Ghijas ad-Din uciekł do armii ilchana i emira Czobana. Pod jej naciskiem Czagataida zwinął oblężenie i wycofał się do południowego Afganistanu. W czerwcu/lipcu 1320 roku Ghijas ad-Din zwrócił się do Kebeka, który w międzyczasie został chanem, o przysłanie armii. W odpowiedzi Kebek miał wysłać 40 tys. jeźdźców i poprzez posłańca powiadomił emira Husajna, że zamierza zaatakować Jasawura wspólnie z armią Chorasanu. Kiedy czagatajska armia podeszła do obozu Jasawura grupa wojowników została potajemnie wysłana by naciskać na jego emirów by zerwali z nim. W rezultacie kiedy obie armie zaczęły walczyć przeszli oni na stronę przeciwnika atakując Begtüta. Jasawur uciekł wraz ze swoją rodziną jednak wysłana przez Ildżikdaja z rodu Czagataja grupa tysiąca jeźdźców doścignęła go i zabiła. Z osobistych sił Jasawura wywodzili się tzw. Jasawuri, jedno z plemion późniejszego chanatu czagatajskiego. Syn Jasawura, Kazan, był chanem Czagataidów w latach 1343 do 1346.